# Otto Mørkholm
Otto Mørkholm (Copenaghen, 28 luglio 1930 – Frederiksberg, 16 luglio 1983) è stato un numismatico danese.

## Biografia
Otto Mørkholm studiò filologia e storia classica all'Università di Copenaghen e prese qui il suo M.A. nel 1955. Nel 1966 passò all'Università di Aarhus. Dal 1959 lavorò, a Copenaghen, alla Den Kongelige Mønt- og Medaillesamling (collezione reale di monete e medaglie), di cui fu direttore dal 1960 alla sua morte. Inoltre, ha insegnato dal 1967 al 1982, come docente di Storia antica e Numismatica, presso l'Università di Copenaghen. Dal 1965 al 1979 è stato anche Segretario della Commissione Internazionale di Numismatica.
Mørkholm trattò principalmente le monete greche, in particolare, la monetazione ellenistica. Ha pubblicato un lavoro completo sulle monete di  Antioco IV di Siria, mentre è uscito postumo il suo libro sulla prima monetazione ellenistica.
Assieme a Margaret Thompson e Colin M. Kraay ha pubblicato il testo standard per i tesori monetari greci. Per il suo museo ha presentato i nove volumi della Sylloge Nummorum Graecorum. Per il suo lavoro scientifico fu premiato nel 1981 con la Archer M. Huntington Medal e nel 1982 con la medaglia della Royal Numismatic Society; nel 1983 fu nominato membro della Reale accademia danese delle scienze.

## Pubblicazioni (selezione)
- Sylloge Nummorum Graecorum. The Royal Collection of Coins and Medals, Danish National Museum. voll. 35-43. Copenaghen 1959-1979.
- Studies in the coinage of Antiochus IV of Syria. Munksgaard, Copenaghen 1963.
- Antiochus IV. of Syria.  Gyldendalske Bogh., Copenaghen 1966 (= dissertazione).
- Margaret Thompson, Colin M. Kraay: An Inventory of Greek Coin Hoards.  American Numismatic Society, New York 1973.
- Early Hellenistic Coinage. From the Accession of Alexander to the Peace of Apamea (336-188 B.C.). A cura di Philip Grierson und Ulla Westermark. Cambridge University Press, Cambridge 1991. ISBN 0-521-39504-6